# Carola Lichey
Carola Lichey (30 de marzo de 1961) es una deportista de la RDA que compitió en remo. Ganó tres medallas en el Campeonato Mundial de Remo entre los años 1983 y 1986.

## Palmarés internacional
| Campeonato Mundial | Campeonato Mundial       | Campeonato Mundial | Campeonato Mundial |
| Año                | Lugar                    | Medalla            | Prueba             |
| ------------------ | ------------------------ | ------------------ | ------------------ |
| 1983               | Duisburgo (RFA)          | Medalla de bronce  | Ocho con timonel   |
| 1985               | Malinas (Bélgica)        | Medalla de oro     | Cuatro con timonel |
| 1986               | Nottingham (Reino Unido) | Medalla de plata   | Cuatro con timonel |